# Jamey Jasta
Jamey Jasta (ur. 7 sierpnia 1977 w West Haven) – amerykański muzyk, wokalista zespołu Hatebreed. 
Został właścicielem wytwórni Stillborn Records. W latach 2003–2007 prowadził także program Headbangers Ball w stacji telewizyjnej MTV.
W 2006 został sklasyfikowany na 87. miejscu listy 100 najlepszych wokalistów wszech czasów według Hit Parader.
W 2011 ukazał się jedyny album solowy wokalisty pt. Jasta.

## Dyskografia
Albumy solowe
- Jasta (2011, Entertainment One)[4]

Icepick
- Violent Epiphany (2006, Stillborn Records)[5]

Występy gościnne
- Catch 22 - Alone In A Crowd (2000, Victory Records)
- Sepultura - Nation (2001, Roadrunner Records)[6]
- Agnostic Front - Another Voice (2004, Nuclear Blast)
- Necro - The Pre-Fix For Death (2004, Psycho+Logical-Records)
- Napalm Death - The Code Is Red... Long Live the Code (2005, Century Media Records)[7]
- Terror - One With The Underdogs (2005, Dead Serious Records)
- Ill Niño - One Nation Underground (2005, Roadrunner Records)
- Asesino - Cristo Satánico (2006, Koolarrow Records)[8]
- Do or Die - Pray for Them (2008, Alveran Records)[9]
- Straight Line Stitch - When Skies Wash Ashore (2008, Koch Records)[10]
- Skarhead - Drugs, Music & Sex (2009, I Scream Records)
- Winds of Plague - The Great Stone War (2009, Century Media Records)[11]
- The Acacia Strain - Wormwood (2010, Prosthetic Records)
- Winds of Plague - Against the World (2011, Century Media Records)[12]
- P.O.D. - Murdered Love (2012, Razor & Tie)
- Five Finger Death Punch - Dot Your Eyes (2013, Prospect Park)
- Metal Allegiance - Metal Allegiance (2015, Nuclear Blast)[13]

## Filmografia
- Get Thrashed (2006, film dokumentalny, reżyseria: Rick Ernst)[14]